# Râmnicelu, Brăila
Râmnicelu là một xã thuộc hạt Brăila, România. Dân số thời điểm năm 2002 là 2320 người.